# 胡安国
胡 安国（こ あんこく、1074年 - 1138年）は、中国北宋末の儒学者。字は康候。

## 略伝
建州崇安県（現在の福建省南平市武夷山市）の出身。太学に入り程頤の友人である朱長文・靳裁之などを師とする。紹聖4年（1097年）に進士となり、太学博士となり提挙湖南学事を拝命する。一時は蔡京のために陥れられたがまもなく前の官職に復帰し、政和元年（1111年）に張商英が宰相となると提挙成都学事に遷る。政和2年（1112年）に父の喪に会って後は病と称して仕えず、屯田郎・太常少卿・起居郎に推挙されたが、すべて辞退して赴任しなかった。欽宗はその学識を惜しんで靖康元年（1126年）に中書舎人としたが、耿南仲などの臣は胡安国の多くの上奏の中に自分たちを指弾するものがあることを怖れて右文殿修撰・通州知州へと左遷する。
南宋となってからは給事中としてしばしば朝廷に召され、紹興元年（1131年）には中書舎人に侍講を兼ね、『時政論』21篇を献上する。王安石が『春秋』を廃してから学官を置かないことを憤慨し、『春秋』を20年も研究していたので高宗は侍講として講義させようとした。ところが朱勝非を宰相としないよう説いたのを高宗に用いられないと見るや、官職を辞して去った。徽猷閣待制・永州知州に任命されたが赴任せず、高宗が旧臣の労をねぎらおうとする詔を発し、その旨に従い提挙江州太平観に任命され、特に令して『春秋伝』を編纂させた。書物が完成すると提挙万寿観・侍講となり、ついで宝文閣直学士へ進む。65歳で亡くなると、文定と諡され田を10頃賜った。

## 学問と著作
胡安国は平生から国難を救うことを志し、出処進退が厳格で官僚生活40年のうち実際に在官していたのは6年に満たなかった。二程（程顥・程頤）の高弟で、游酢・謝良佐・楊時などと交際し、互いに益を得た。次男の胡宏とともに「湖湘学派」を創始した。
著書に『春秋伝』30巻・『通鑑挙要補遺』100巻・『文集』15巻がある。特に『春秋伝』は、明代初期に科挙の制度を定めるさいに主として参考にされ、陸粲・袁仁に影響を与える。『上蔡先生語録』3巻は謝良佐の語を胡安国が記録した。『二程文集』13巻・附録2巻も編纂した。